# Monte Rovinoso
Il Monte Rovinoso (1.531 m s.l.m.) è un rilievo dell'Appennino modenese nel comune di Riolunato, appartenente al massiccio montuoso dell'Alpesigola (1.640 m s.l.m.) insieme al Monte Sant'Andrea (1.577 m s.l.m.). 

## Geo-morfologia
Il Monte Rovinoso ha una forma schiacciata in cima, a differenza del Monte Sant'Andrea interamente ricoperta da una fitta macchia d'alberi. Seppur nel comune di Riolunato, il rilievo rappresenta le ultime propaggini del massiccio dell'Alpesigola, quest'ultimo al confine fra i comuni di Pievepelago e Frassinoro. Sotto la cima, sul versante sud-est della montagna, si trova il Lago Cavo (1.344 m s.l.m.), bacino lacustre classificato dal C.A.I. come "emergenza naturalistica".

### Come raggiungerlo
Il Monte Rovinoso è raggiungibile attraverso i sentieri 573, 28, e 29, il primo gestito dal C.A.I., gli altri due dalla Comunità Montana del Frignano:
- il 573 parte dalla località di Ca Ferlari (sul tracciato della Via Vandelli e dopo aver toccato il rilievo prosegue verso il Monte Sant'Andrea e l'Alpesigola;
- il 28 parte dal Monte Cantiere, sopra Lama Mocogno, per arrivare fin sulla cima passando per il Monte all'Albero (1.342 m s.l.m.);
- il 29 che parte dal Sasso Tignoso, è una continuazione del sentiero numero 28.